# Јонагуни
Јонагуни је једно мало јапанско острво које се налази у Кинеском мору у близини Тајвана.
Поред острва, у дубинама Кинеског мора откривени су остаци нестале цивилизације из доба пре староегипатских пирамида.
Године 1985. Хикачиро Аратаке је био на одмору на острву Јонагуни. Једном приликом током  роњења случајно је открио необичну архитектонску конструкцију која је припадала некој древној цивилизацији о којој се до тада још увек ништа није знало.
Доктор Масаки Кимура са екипом научника је потврдио да су рушевине дело људских руку а не трагови вулканских активности као што се испрва мислило.
Научници још увек не могу да утврде са сигурношћу време када је ова грађевина настала али се верује да је то било крајем последњег ледоног доба,негде између 4.000 и 10.000 година п. н. е. Уколико су ови прорачуни тачни то би значило да је ово најстарија грађевина у историји човечанства.
Грађевина има облик зигурата који се састоји од великог броја степеника. Зигурат има више нивао и у његовом склопу се налазе савршено симетричне структуре које личе на огромне корњаче.
И данас научници воде полемику око порекла овог подводног града,односно да ли је настао природним путем или од човекове руке.